# Lounín (přírodní památka)
Lounín je přírodní památka severně od stejnojmenné vesnice u Tmaně v okrese Beroun ve Středočeském kraji. Tvoří ji komplex hercynských dubohabřin a společenstev suchých širokolistých trávníků s výskytem chráněných druhů rostlin a živočichů, např. koniklecem lučním českým, bělozářkou větevnatou a roháčem obecným. Byla vyhlášena v roce 2013 a spadá do Natura 2000.

## Historie
Do vyhlášení přírodní památky se na území nacházel hospodářský les, ve němž byly vysazovány nepůvodní jehličnany, které dnes tvoří smíšený les s duby a habry. Nezalesněná plocha byla v minulosti přeměněny na sady, pastvinu a pole. Z pole se následně stala lada, sukcesními procesy ztravnatěla a přeměnila se na dnešní suchý trávník. Sad se stále rozsáhle využívá a travní porost se seče.

## Přírodní poměry
Přírodní památka se nachází v okrese Beroun, sousedí se vsí Lounín, která je součástí obce Tmaň. Leží v nadmořské výšce 345–436 metrů. Celková výměra dosahuje 19,23 hektaru a výměra ochranného pásma činí 3,01 hektaru. Zhruba dvě třetiny území tvoří smíšený les se severní expozicí a zbytek je pokryt trvalým travním porostem. V něm se nachází vysílač mobilního signálu a nejvyšší bod území. 

### Abiotické podmínky
Území je součástí Barrandienu. Budují ho silurské a devonské horniny uložené v lokální synklinále. Jižní svah je tvořen šedým deskovitým vápencem a severní budují spíše vápnité břidlice. Na severním svahu v zalesněné ploše se vyvinuly půdy s různými variacemi hnědozemí, zatímco na jižním svahu v nezalesněné ploše mělké rendziny s vysokým obsahem půdního skeletu.
Průměrný úhrn srážek je za rok 350–450 milimetrů. Územím neprotéká žádná trvalá vodoteč. Léta jsou v oblasti dlouhá, suchá a teplá, a naopak zimy relativně krátké. Průměrná teplota v červenci je 17 až 18 °C a průměrný počet dní, kdy teplota překročí 25 °C, tedy letních dnů, je mezi čtyřiceti a padesáti v roce. V zimě nestihne napadnout velké množství sněhu, takže jeho pokrývka příliš dlouho nevydrží. Lednová průměrná teplota je −2 až −3 °C a ledových dnů je za rok průměrně třicet až čtyřicet.

### Flóra

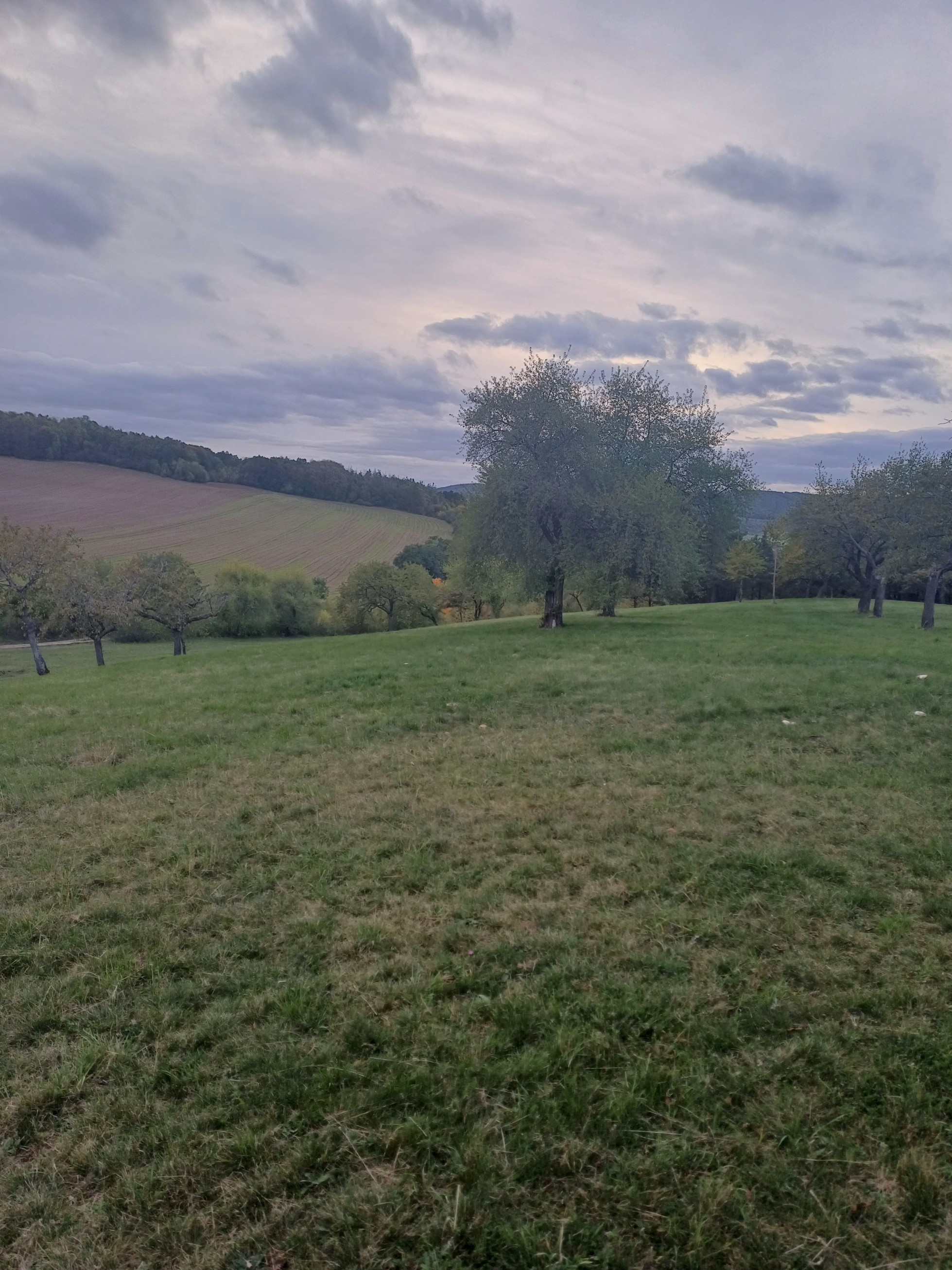
Širokolistý trávník na jižní straně

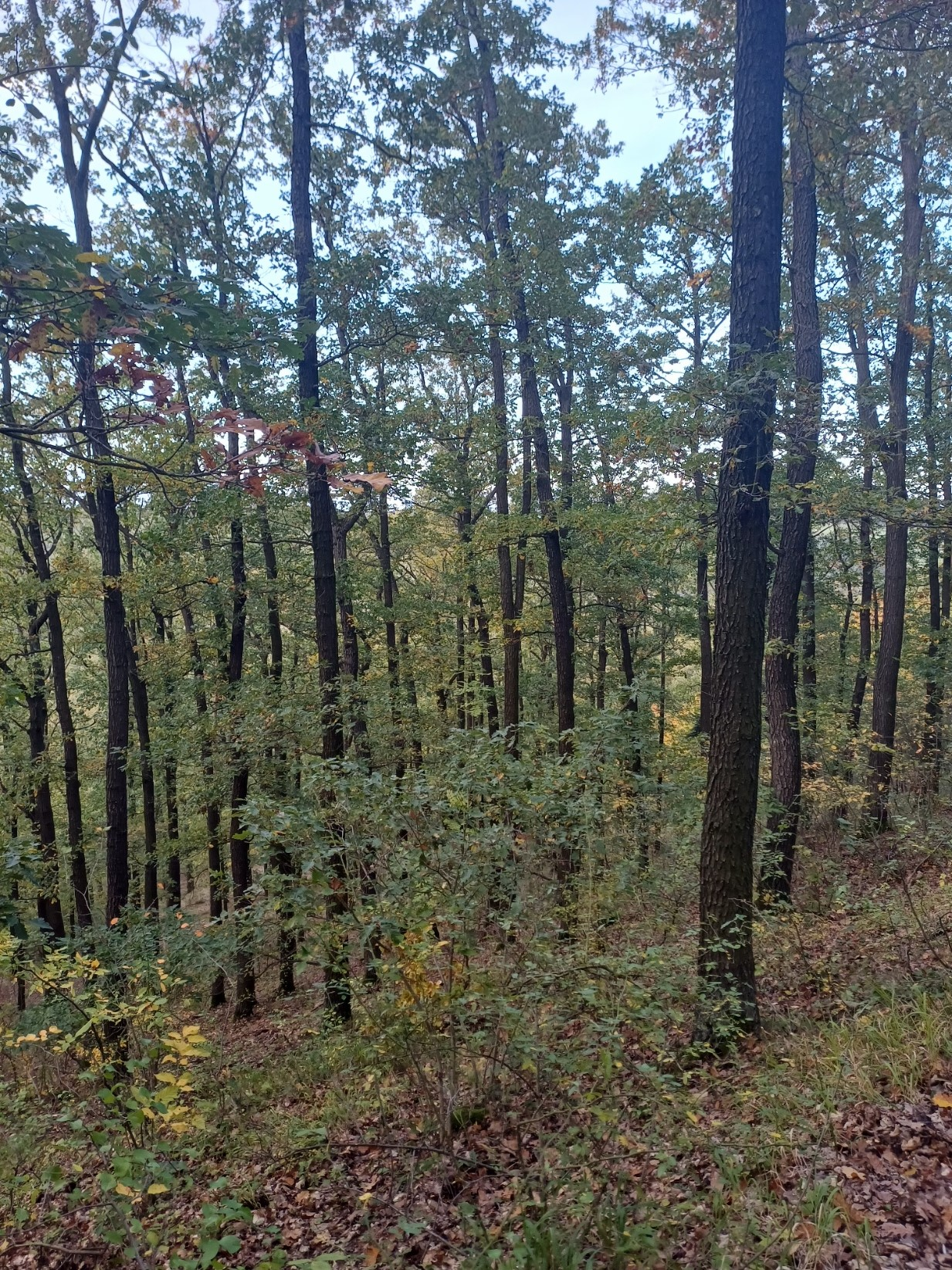
Dubohabřiny v chráněném území

Na většině plochy se nachází hercynský dubohabřinový komplex. Nejvíce zastoupeným stromem na celém území je dub zimní (Quercus petraea) a dub letní (Quercus robur), v nižším patře se občas objeví habr obecný (Carpinus betulus). Keřové patro je v lese slabě zastoupené. V bylinném podrostu se vyskytuje různorodá směsice zástupců hájové květeny. Na okrajích svahů, kde je chudší půda, se nachází trávy, dominovány lipnicí hajní (Poa nemoralis) s občasnou bikou bělavou (Luzula luzuloides) a kostřavou luční (Festuca ovina).
Z ochranářského hlediska jsou nejhodnotnějším biotopem širokolisté suché trávníky s občasným výskytem jalovce obecného (Juniperus communis). Na podstatné části jižního trávníku jsou v pravidelných rozestupech vysázeny třešně ptačí (Prunus avium), které poskytují mikroklima pro sukcesní křoviny, zejména ve východní části ochranného pásma chráněného území.
Nezalesněné plochy se na temeni návrší rozdělují na suché typy ovsíkových luk a širokolisté suché trávníky. Nízké bylinné patro umožňuje růst ohrožených druhů jako je bělozářka větevnatá (Anthericum ramosum), chrpa chlumní (Centaurea triumfettii) či koniklec luční český (Pulsatilla pratensis subsp. bohemica).

### Fauna
V lesních porostech je možné se setkat s různými druhy hmyzu, např. roháčem obecným (Lucanus cervus), střevlíkem hajním (Carabus nemoralis), střevlíkem zahradním (Carabus hortensis) nebo střevlíkem kožitým (Carabus coriaceus). V lučním prostředí je větší diverzita, kterou ilustrují např. zástupci zlatohlávků, jako jsou zlatohlávek zlatý (Cetonia aurata) nebo zlatohlávek tmavý (Oxythyrea funesta). Louka také slouží jako biotop pro ohrožené druhy motýlů, např. otakárka fenyklového (Papilio machaon) a ovocného (Iphiclides podalirius).
Pro obojživelníky není na území příliš mnoho vhodných stanovišť, protože se zde nenachází žádný trvalý vodní tok nebo vodní plocha, ale přesto zde byl zaznamenám výskyt ropuchy obecné (Bufo bufo) a je předpokládán výskyt i skokana hnědého (Rana temporaria).
Plazi se vyskytují na osluněných plochách, tedy na stráních, okrajích porostů a na louce. Na rozdíl od žab je jejich výskyt běžnější a reprezentuje je např. ještěrka obecná (Lacerta agilis) nebo slepýš křehký (Anguis fragilis).
Mezi nejčastější pozorované ptačí druhy na území patří: pěnice černohlavá (Sylvia atricapilla), pěnkava obecná (Fringilla coelebs), budníček menší (Phylloscopus collybita), sýkora koňadra (Parus major), sýkora modřinka (Parus caeruleus), drozd zpěvný (Turdus philomelos), kos černý (Turdus merula) a červenka obecná (Erithacus rubecula). Další druhy, se kterými je možné se setkat, jsou linduška lesní (Anthus trivialis), brhlík lesní (Sitta europaea), strnad obecný (Emberiza citrinella) a také ťuhýk obecný (Lanius collurio).
Ze savců je nejběžnější druh veverka obecná (Sciurus vulgaris). Z pozorování a nepřímých důkazů lze dokázat, že na území se také nachází lasice hranostaj (Mustela erminae), kuna lesní (Martes martes) a skalní (Martes foina), jezevec lesní (Meles meles) a liška obecná (Vulpes vulpes).

## Ochrana přírody

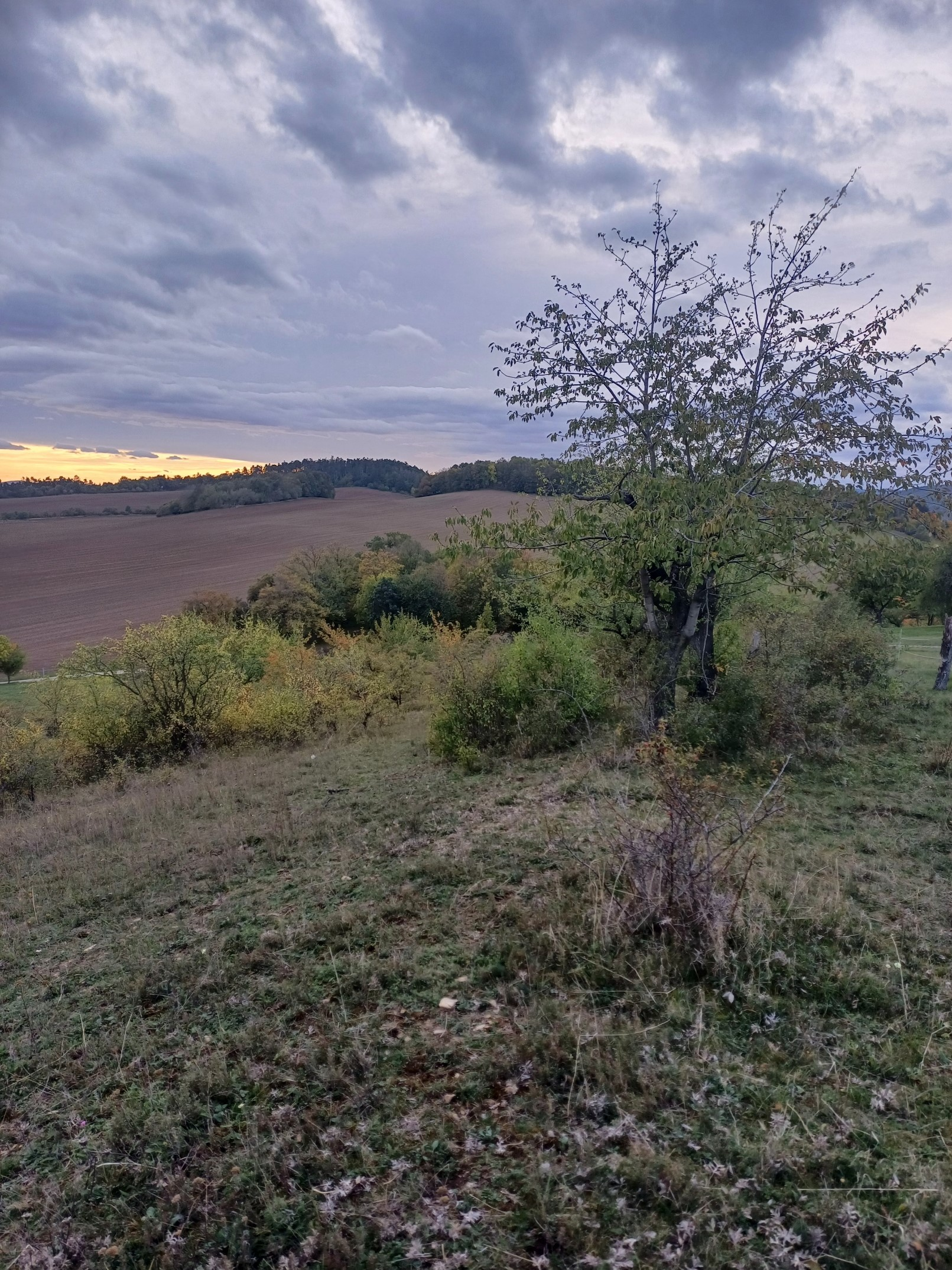
Křoviny v ochranném pásmu

Cílem ochrany území je předcházení negativním vlivům, které by mohly ohrozit ekosystém a na něj navázané druhy. Vyhlášené území je součástí soustavy Natura 2000, která sdružuje evropsky významné lokality a ptačí oblasti. Hlavním předmětem ochrany jsou širokolisté suché trávníky s ojedinělým výskytem jalovce obecného a dubohabřiny se společenstvem na ně navázaným.
V území nebyl zaveden žádný specifický management a vzhledem ke krátké době existence chráněného území neexistuje žádná historie jeho managementu. Dnes se tedy na území vztahují pouze rámcová doporučení. Příznivý stav lokality je udržován pravidelným kosením sadu a pastvou dobytka. Do budoucna by bylo výhodné minimalizovat výskyt jehličnanů, které byly hospodářsky vysazeny. Monitorovaní výskytu křovin, které se mohou šířit z ochranného pásma do chráněného území, je stěžejní pro předcházení sukcese na trávníku. Na území se nachází menší skládky komunálního odpadu. 
Výstavba vysílače narušila krajinný ráz lokality, ale nijak neovlivňuje předmět ochrany území.

## Přístup
Územím vede turisticky značená trasa a další cesty vhodné pro návštěvníky. Les a přilehlé křoviště poskytují možnost sběru lesních plodů a hub, ale není zaznamenáno poškozování půdního krytu či porostů.